# Catherine Littlefield

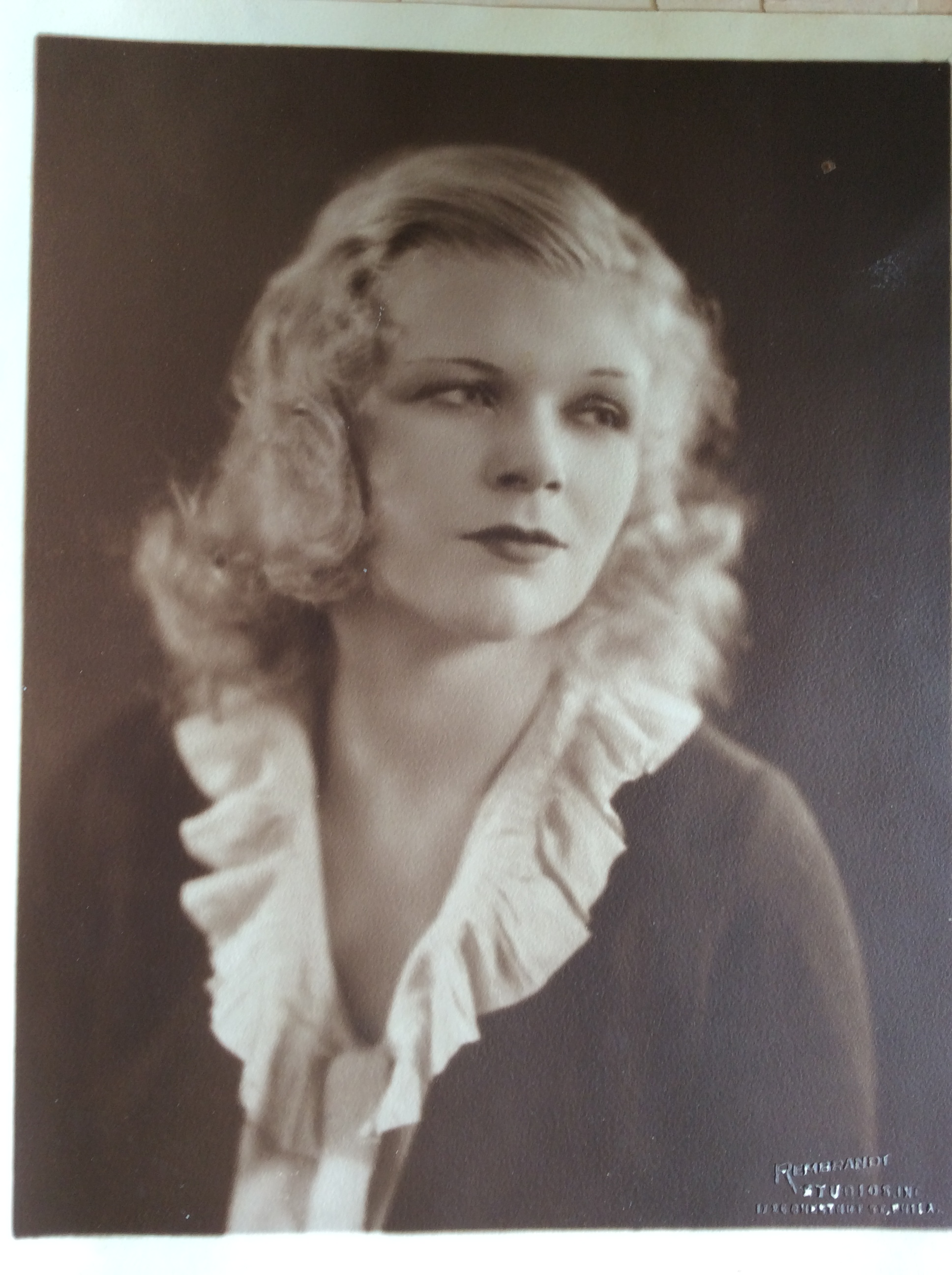
Catherine Littlefield

Catherine Littlefield (* 16. September 1905 in Philadelphia, Vereinigte Staaten; † 20. November 1951 in New York City, Vereinigte Staaten) war eine US-amerikanische Ballerina, Choreografin und Ballettlehrerin. Sie war die erste Ballerina und Choreografin der Philadelphia Opera Company. Littlefields Philadelphia Ballet war 1937 die erste amerikanische Ballettkompanie, die Europa besuchte.

## Leben und Werk

Catherine Littlefield

Catherine Littlefield

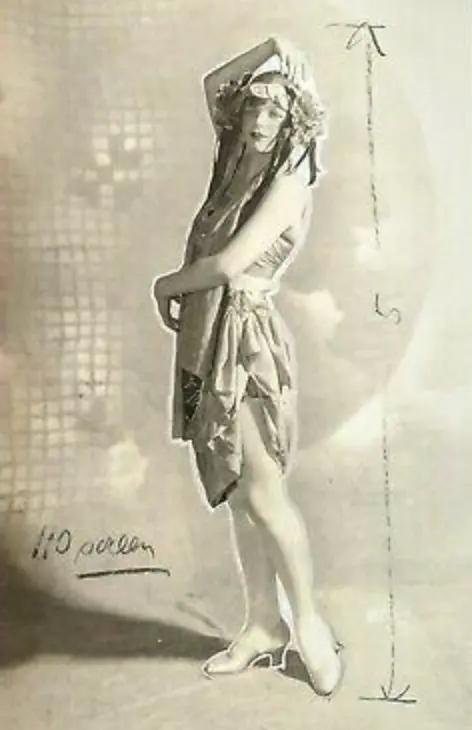
Catherine Littlefield, ca. 1924

Catherine Littlefield

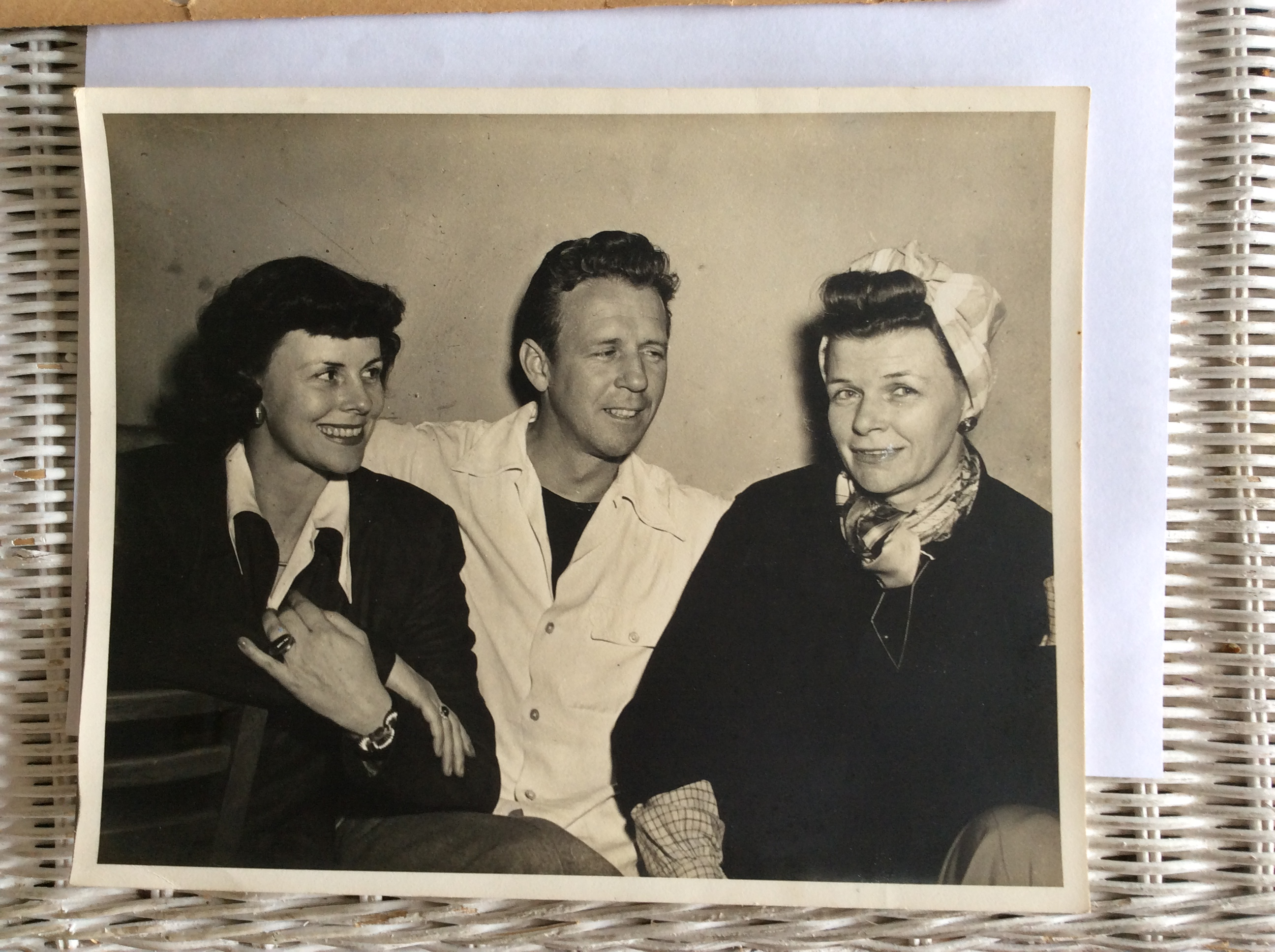
Littlefield mit ihrer Schwester Dotti und ihrem Bruder Carl Littlefield

Littlefield war die Tochter des Wochenschau-Pioniers James E. Littlefield und der Pianistin Caroline Doebele. Ihr Großvater mütterlicherseits war 1852 von Deutschland nach Philadelphia ausgewandert, wo er heiratete und mindestens 12 Kinder bekam.  Drei Jahre nach ihrer Geburt begann ihre Mutter Tanzunterricht zu geben und unterrichtete unter anderen den Broadway-Star Ann Pennington und die Schauspielerin Jeanette MacDonald sowie auch Catherine Littlefield.
Littlefield studierte nicht nur bei ihrer Mutter, sondern auch bei mehreren damals prominenten Lehrern, darunter Mikhail Mordkin, Luigi Albertieri und Ivan Tarasov in New York City sowie Leo Staats und Lubov Egorova in Paris. 1920 wurde Littlefield für Florenz Ziegfelds Produktion von Sally mit Marilyn Miller in der Hauptrolle engagiert. Von 1922 bis 1925 trat Littlefield in fünf weiteren Ziegfeld-Produktionen auf: Follies (1922, 1923), Kid Boots (1923), Annie Dear (1924) und Louie the 14th (1925).
1925 wurde Littlefields Mutter Ballettdirektorin der Philadelphia Civic Opera und wählte Littlefield zu ihrer Solotänzerin und Choreographenassistentin. Bis 1928 übernahmen sie und ihre Mutter auch die Inszenierung von Filmprologen in Philadelphias Fox-, Earle-, Mastbaum- und Stanley-Theater. In den späten 1920er Jahren unterrichtete sie auch in der Tanzschule ihrer Mutter und arrangierte wöchentliche Tanzeinlagen für örtliche Theater.

## Philadelphia Ballett Company

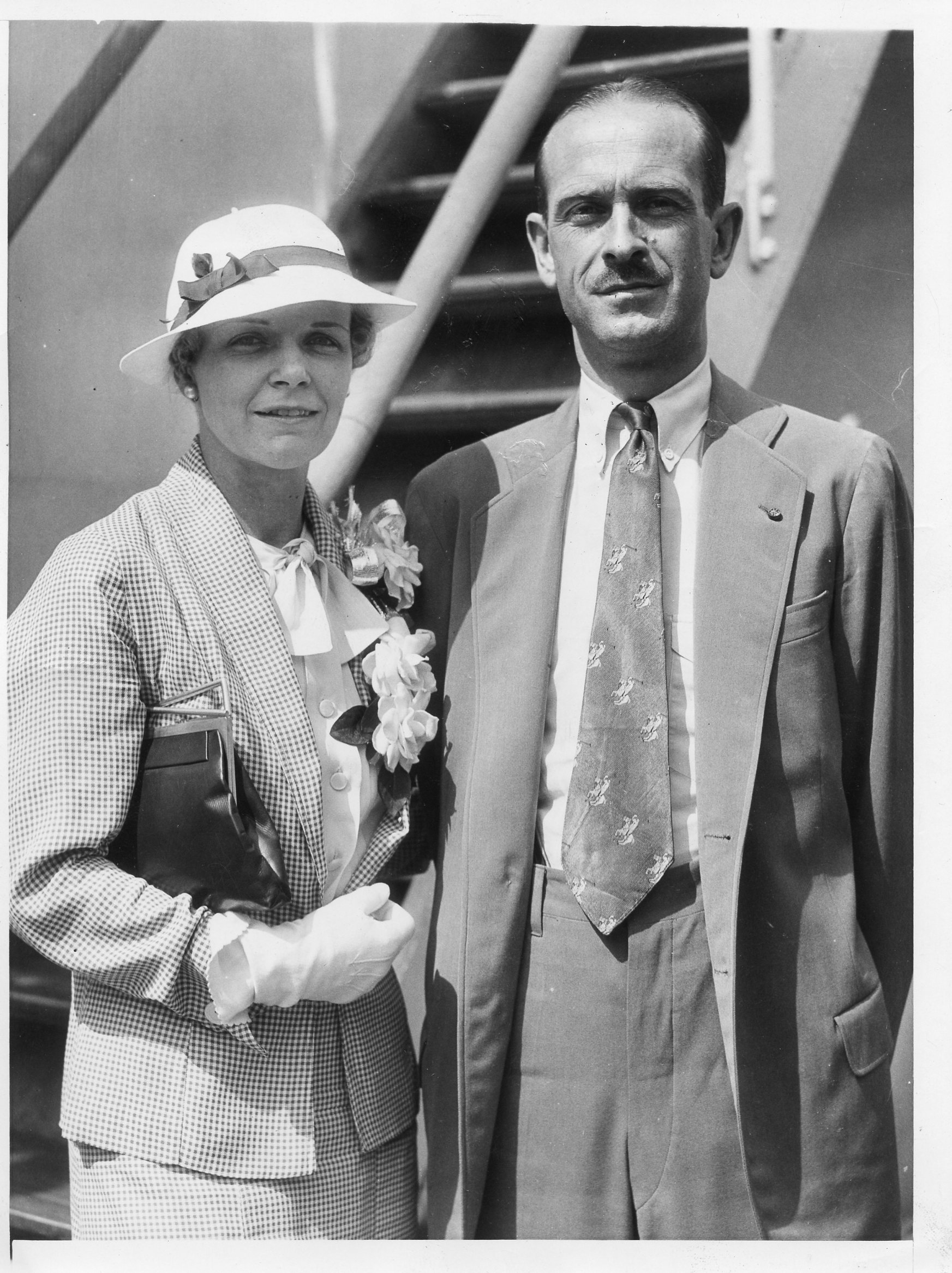
Littlefield und ihr Ehemann Leidy an Bord eines Schiffes nach Europa um 1935

1933 heiratete sie den Anwalt Philip Leidy, mit dessen finanzieller Unterstützung und der Ermutigung des Dirigenten Leopold Stokowski sie 1934 die Littlefield Company gründete. Im Sommer und Herbst 1935 unternahmen sie und ihr Ehemann eine Reise nach Europa. In Paris stellte sie Alexis Dolinoff als Lehrer, Hauptpartner und Ballettmeister ein. Sie und ihr Ehemann verbrachten fünf Wochen in Wien, Cannes und Monte Carlo und Karlsbad. Anschließend kehrte das Paar auf dem Luxusliner Ile de France in die Vereinigten Staaten zurück.
Sie und ihr Littlefield Ballet gaben am 25. Oktober 1935 ihre erste öffentliche Vorstellung in der Haverford Township High School. Das gleiche Programm wurde etwa zwei Wochen später im Plays and Players Theatre in der Innenstadt von Philadelphia wiederholt. Zwei Monate später änderte Littlefield den Namen der Kompanie in Philadelphia Ballet.
Im Gegensatz zu anderen amerikanischen Ballerinas dieser Zeit änderte sie ihren Namen nie in einen fremdartig klingenden Namen. Sie ermutigte ihre Tänzer gelegentlich das Gegenteil zu tun und unter ihrer Anleitung wurde aus Leon Senweska Luke Scott und aus Dania Krupska Dania Kane. Anstatt männliche Tänzer auf die übliche Weise über andere Schulen oder Ensembles anzuwerben, nutzte sie Mundpropaganda, um künstlerisch begabte oder sportliche Männer mit wenig oder ohne Tanzerfahrung zu finden. Sie trainierte nicht nur die neuen Männer, sondern auch eine Reihe junger Frauen an der Littlefield School, zu denen Joan McCracken, Karen Conrad und Miriam Golden gehörten. Darüber hinaus war sie sowohl für die Choreographie als auch für die Proben des Balletts zuständig. Sie fand ihre Nische in der Kreation von Balletten mit einzigartigen amerikanischen Charakteren und Bühnenbildern unter Verwendung von Musik und Bühnenbild amerikanischer Künstler.
Sie und Ehemann unternahmen 1936 eine weitere Reise nach Europa und besuchten Berlin, Madrid und Paris. In Berlin besuchte das Paar die Olympischen Spiele und saß in einer Loge hinter Adolf Hitler. In Paris setzte sie die beiden Projekte für das folgende Jahr in Gang, die Produktion einer abendfüllenden Aufführung von Dornröschen und eine Europatournee der Kompanie. Sie präsentierten 1937 die erste amerikanische Produktion von Dornröschen und im selben Jahr tourte die Kompanie durch Paris, Brüssel und London.
1939 wurde das Philadelphia Ballet die offizielle Ballettkompanie mit Sitz an der Chicago Civic Opera. Auf dem Weg zu dieser Position choreografierte Littlefield 1938 zwei satirische Ballette für die Chicagoer Operngesellschaft: Ladies’ Better Dresses, eine Parodie auf die Mode, und Café Society, eine Parodie auf Nachtclubs.
Während seiner relativ kurzen Existenz trat das Philadelphia Ballet nicht nur in Europa, sondern auch in den gesamten USA auf, unter anderem im New Yorker Lewisohn Stadium, in der Hollywood Bowl und im Weißen Haus. Ihre jüngeren Geschwister Dorothie und Carl waren maßgeblich am Erfolg der Truppe beteiligt.
Die Kompanie, die zu verschiedenen Zeiten als Littlefield Ballet, Philadelphia Ballet und Balletttruppe der Chicago City Opera bekannt war, bestand bis 1941, als Littlefield eine zweite Europatournee absagen musste, weil ihre männlichen Tänzer ihren Dienst quittierten, um sich für den Krieg zu melden. Solange die Organisation bestand, war ihre Mutter Direktorin, sie war Tänzerin und Hauschoreografin, ihre Schwester Dorothie war Solotänzerin und ihr Bruder Carl war Tänzer.

## Broadway-Shows und Arbeit für Film und Fernsehen

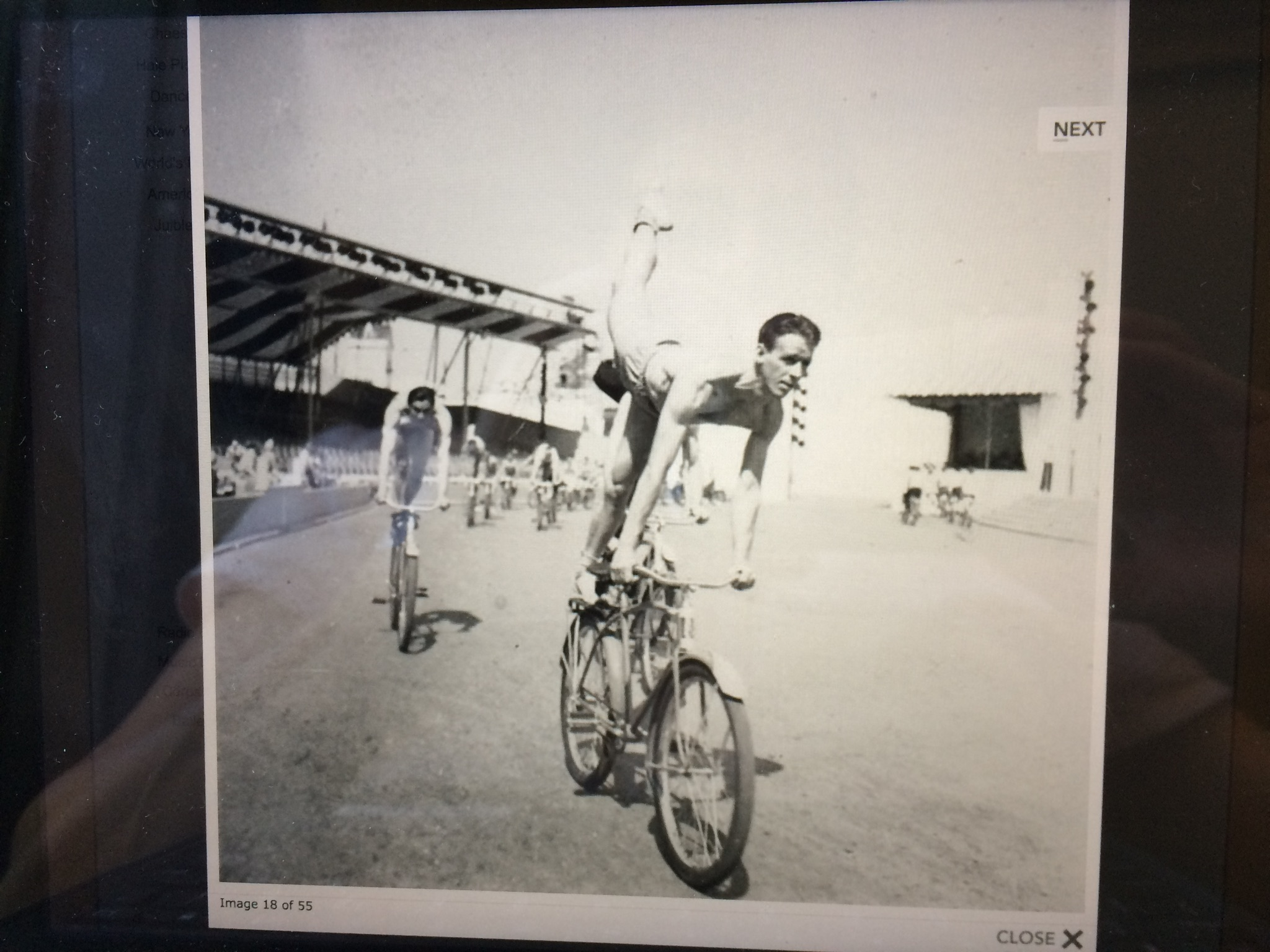
Carl Littlefield balanciert auf einem Fahrrad in American Jubilee auf der Weltausstellung 1940 in New York

1940 choreographierte Littlefield eine Eisshow im New Yorker Center Theater. My Bicycle Girl war ein Ballett für Radfahrer, das von Littlefield choreografiert und als Teil des American Jubilee auf der New Yorker Weltausstellung 1940 aufgeführt wurde.
Littlefield konzentrierte sich dann auf die Choreographie von Broadway-Shows und Eisshowen und arbeitete eine Zeit lang für das Fernsehen. Sie kreierte unter anderem Tanzsequenzen für Kurt Weills Der Feuerbrand von Florenz sowie für eine Reihe von Sonja Henies Hollywood Ice Revues, die landesweit in großen Arenen aufgeführt wurden.
1947 ließ sie sich von ihrem ersten Ehemann scheiden und heiratete im folgenden Jahr Sterling Noel, den Herausgeber der Sonntagsausgabe des New York Journal-America. Sie zogen in eine Penthousewohnung in der East 57th Street (Manhattan).
In den späten 1940er Jahren übernahm sie Projekte im Film und in der aufstrebenden Fernsehindustrie. Ihre erste Choreographie, die sie speziell für eine Kamera schuf, war für den Film The Countess of Monte Cristo mit Sonja Henie in der Hauptrolle, der 1948 von Universal-International veröffentlicht wurde.
Danach inszenierte sie Sketche für eine Varieté-Show mit dem Titel Funzapoppin, die am 28. Juni 1949 live auf NBC-TV aus dem New Yorker Madison Square Garden übertragen wurde.
Littlefield erkrankte an Krebs und starb 1951 im Alter von 43 Jahren, nachdem sie die Arbeit an der Ausgabe 1951–52 der Hollywood Ice Revue abgeschlossen hatte. Sie ist auf dem Chelten Hills Cemetery in Philadelphia begraben. Ihre Arbeit an der Revue, die 1953–1954 aufgeführt wurde, wurde von ihrer Schwester Dorothie Littlefield und von ihrem Bruder Carl Littlefield vollendet.
1987 gehörte sie zu den ersten 13 Mitgliedern, die in das National Museum of Dance and Hall of Fame aufgenommen wurde.

## Choreografien (Auswahl, mit Premierentermin)

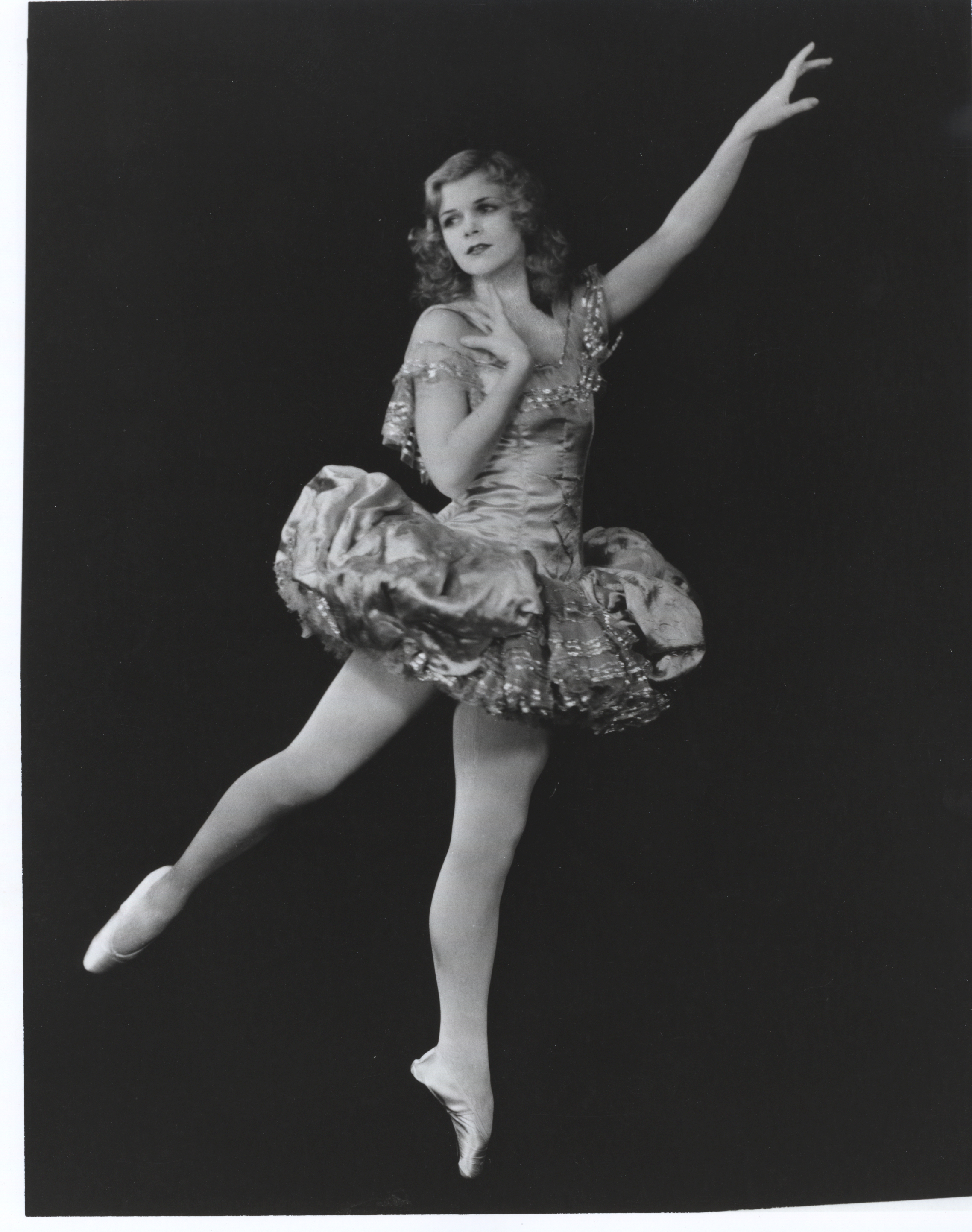
Catherine Littlefield, ca. 1935

Catherine Littlefield als Prinzessin Aurora

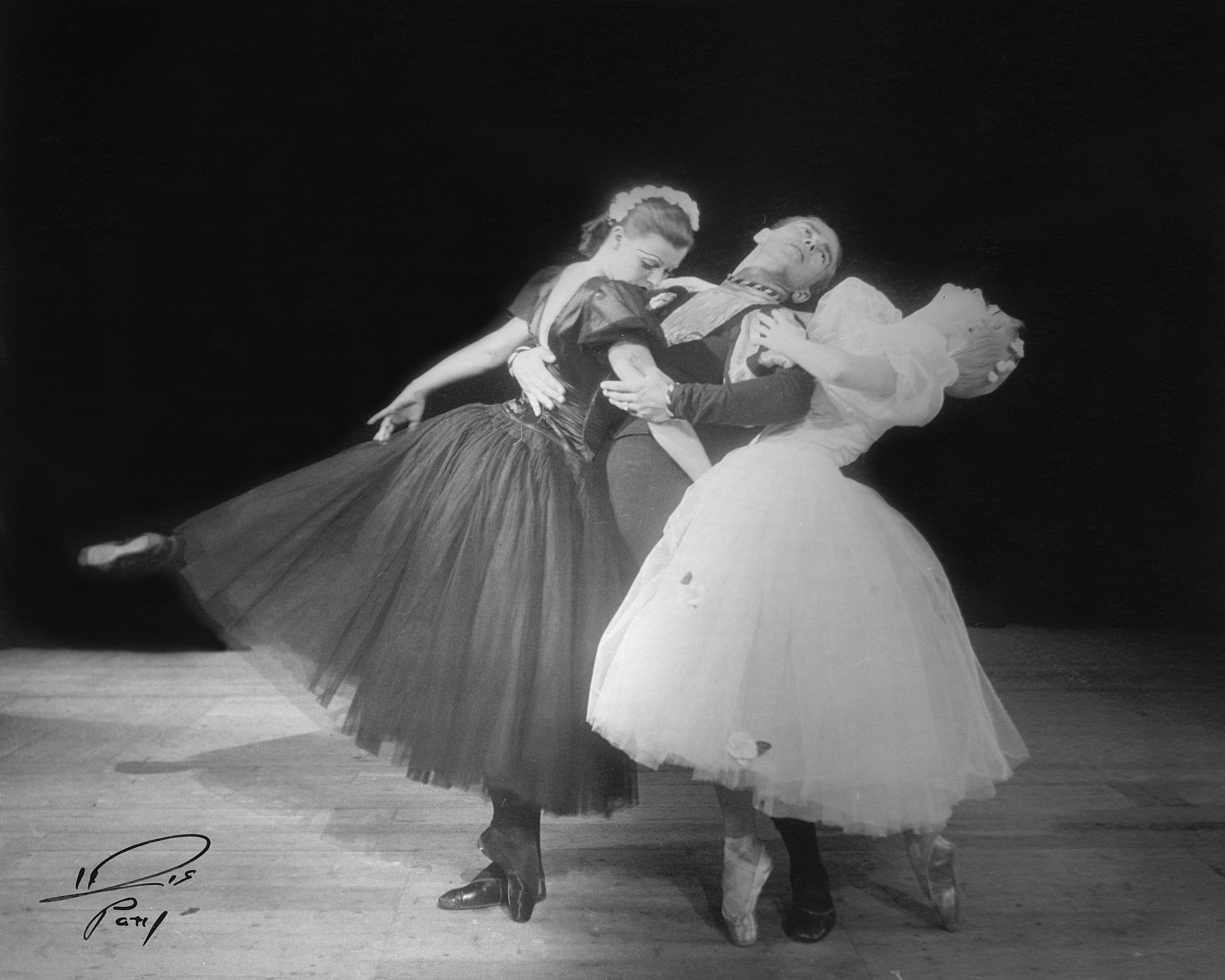

### Ballett
- Aubade, März 1936
- Barn Dance, April 1937
- Bolero, Juli 1936
- Cafe Society, November 1938
- Classical Suite, November 1937
- Daphnis and Chloe, März 1936
- Die Puppenfee, Dezember 1927
- Fantasia, November 1938
- Fete Champetre, März 1936
- Home Life of the Gods, Dezember 1936
- Ladies’ Better Dresses, November 1938
- Let the Righteous Be Glad, Dezember 1937
- The Minstrel, Oktober 1935
- Parable in Blue, Dezember 1937
- Poeme, Dezember 1936
- The Prodigal Son, Dezember 1936
- The Rising Sun: A Ballet History of Old Philadelphia, Dezember 1937
- Romantic Variations, November 1936
- The Sleeping Beauty, Februar 1937
- The Snow Queen, Dezember 1935
- Soiree Galante, Oktober 1935
- Terminal, Juni 1937
- Viennese Waltz, Mai 1936

### Musical
- Crazy with the Heat, 1941
- The Firebrand of Florence, März 1945
- Follow the Girls, April 1944
- Hold onto Your Hats, Juni 1940
- A Kiss for Cinderella, März 1942
- Sweethearts, Januar 1947

### Ice Show
- Hollywood Ice Revue, jährlich 1941–51
- Howdy, Mr. Ice, Juni 1948
- Howdy, Mr. Ice of 1950, Mai 1949
- Icetime, Juni 1946
- It Happens on Ice, Oktober 1940
- Stars on Ice, Juli 1942